# Who Do You Think You Are
Who Do You Think You Are è un singolo del gruppo musicale britannico Spice Girls, pubblicato il 3 marzo 1997 come ultimo  estratto dal loro primo album Spice.

## Descrizione
Who Do You Think You Are è stata scritta dalle Spice Girls insieme a Paul Wilson ed Andy Watkins, è stato il tema ufficiale della manifestazione di beneficenza Comic Relief e tutto il suo ricavato è andato devoluto in beneficenza.
Il singolo della canzone è stato pubblicato il 3 marzo 1997 in tutti i paesi esclusi USA e Canada in cui il singolo non è uscito per non far accavallare l'uscita di questo singolo con l'imminente uscita del secondo album del gruppo.
Il brano ha ottenuto il primo posto nella classifica dei singoli britannica e ha permesso alle Spice di conquistare il quarto primo posto consecutivo per quanto riguarda i singoli.
Il singolo della canzone contiene oltre a Who Do You Think You Are in un unico disco anche l'altro singolo estratto dall'album, si tratta di Mama (quella che è definita in gergo di una doppia A-side).

## Videoclip
Esistono due versioni del video: in una le ragazze ballano davanti a tanti pannelli colorati, nella seconda invece, chiamata Sugar Lump version, vi sono appunto le Sugar Lamp, una versione satirica delle Spice Girls che balla e canta dietro il gruppo originale.

## Tracce
CD GB, Australia, Brasile, Europa, Sudafrica
1. "Who Do You Think You Are" [Radio Version] – 3:44
2. "Mama" – 3:40
3. "Who Do You Think You Are" [Morales Club Mix] – 9:30
4. "Who Do You Think You Are" [Morales Club Dub] – 7:00

CD Francia
1. "Who Do You Think You Are" [Radio Version] – 3:44
2. "Who Do You Think You Are" [Instrumental] – 3:44

12" promo
1. A1: "Who Do You Think You Are" [Morales Club Mix] – 9:30
2. B1: "Who Do You Think You Are" [Morales Club Dub] – 7:00
3. B2: "Who Do You Think You Are" [Morales Bonus Mix] – 4:40

12" Italia
1. A1: "Who Do You Think You Are" [Morales Club Mix] – 9:30
2. A2: "Who Do You Think You Are" [Morales Bonus Mix] – 4:40
3. B1: "Mama" [Album Version] – 5:03
4. B2: "Who Do You Think You Are" [Morales Club Dub] – 7:00

## Classifiche
| Paese             | Posizione massima |
| ----------------- | ----------------- |
| Regno Unito       | 1                 |
| Irlanda           | 2                 |
| Paesi Bassi       | 3                 |
| Svezia            | 5                 |
| Svizzera          | 6                 |
| Nuova Zelanda     | 6                 |
| Belgio (Vallonia) | 7                 |
| Belgio (Fiandre)  | 10                |
| Colombia Top 100  | 10                |
| Norvegia          | 12                |
| Australia         | 13                |
| Italia            | 26                |